# Дивні люди
«Дивні люди» — радянський художній фільм 1969 року, знятий Василем Шукшиним за власними оповіданнями. Фільм складається з трьох новел — «Братка», «Фатальний постріл», «Думи», герої яких — диваки, «дивні люди», які живуть в селі, не завжди зручні для оточуючих, але володіють багатим внутрішнім світом. Натурні зйомки проводилися в 1968 році в селах Порецьке і Мордиш Суздальського району Володимирської області.

## Сюжет

### «Братка»
Сільський хлопець Васька їде в Ялту, де давно живе його старший брат. Брат розлучений, проте стурбований тим, що йому «треба влаштовувати побут», і бере з собою Ваську в гості до самотньої жінки, Лідії Миколаївні, яку він розглядає як «варіант». У Лідії є маленька дочка Маша, і поки дорослі сидять за столом, випивають і співають під гітару, її відправляють гуляти зі знайомою. Чоловік Лідії (в його ролі на фотографії виступив сам Шукшин), як пояснює Васьці брат, пішов з сім'ї, запивши. Вже вдома, перед сном, брат каже Васьці, що є у нього і ще один варіант, але тільки там «вивіска не та». Наступного дня Васька катається на канатній дорозі, а потім вирішує їхати назад у село. Вдома він говорить, що у брата не був, тому що втратив гроші і три дні прожив у дружка в райцентрі.

### «Фатальний постріл»
В сибірське село до літнього мисливця Броньки приїжджає група молоді, щоб пополювати. Бронька відправляється з ними на полювання, на прощання дружина просить його «хоч на цей раз перетерпіти», а то їй «від людей проходу немає». Під час привалу Бронька запитує молодих людей, чи чули вони про замах на Гітлера і каже, що замахів було насправді два, але про другий ніхто не знає. Він каже, що двадцять п'ять років тому, в червні 1943 року його, молодого санітара, через схожість зі спійманим німецьким офіцером стали готувати до замаху на Гітлера, який повинен був прибути на передову. Переодягнений німецьким офіцером, Бронька з пакетом для фюрера проник в його бункер, однак, вистріливши з браунінга, промазав. Бронька розповідає свою історію з незвичайним надривом, проте залишаються сумніви в її правдивості.

### «Думи»
Матвій Іванович Рязанцев, голова колгоспу протягом тридцяти років, не може заснути ночами через те, що гармоніст виспівує на вулиці пісні. Він стає дратівливим, сперечається з механіком Колькою, який захоплюється вирізанням з дерева скульптур; також Рязанцев намагається довести дочці, що ніякої любові немає, і молодь тільки вигадує її, слідуючи моді. Учитель історії Веніамін Захарович, навпаки, підтримує Кольку, який вирізає скульптуру пов'язаного Стеньки Разіна. Він ставить Кольці пісню про Кудеяра-отамана у виконанні Шаляпіна. Вражений піснею, Колька спалює скульптуру, визнавши її невдалою, але каже, що буде різати нову.

## У ролях
| - Сергій Никоненко — Васька-дивак - Євген Євстигнєєв — брат Васьки - Лідія Федосеєва-Шукшина — Лідія Миколаївна - Галина Булкіна — дружина Васьки - Клавдія Козльонкова — тітка Клава - Микола Смирнов — Коля, сусід Лідії Миколаївни - Клавдія Волкова — сусідка брата - Олександра Денисова — сусідка брата - Марія Шукшина — Марійка, дочка Лідії Миколаївни - Олександр Толстих — Уралов, турист в Ялті - Євген Лебедєв — Бронька (Броніслав Іванович) Пупков - Любов Соколова — Олена, дружина Броньки Пупкова - Віктор Авдюшко — голова колгоспу - Надія Рєпіна — туристка - Андрій Разумовський — турист - Петро Пініца — епізод | - Всеволод Санаєв — Матвій Іванович Рязанцев, голова колгоспу - Пантелеймон Кримов — Веніамін Захарович Дуліч, учитель історії - Юрій Скоп — Колька-скульптор - Олена Санаєва — дочка Рязанцева - Ніна Сазонова — дружина Матвія Рязанцева - Аркадій Трусов — коваль - Антоніна Богданова — мати коваля-скульптора Колі - Артем Карапетян — кореспондент - Лілія Захарова — дівчина на гойдалках, дружина Матвія Рязанцева в молодості - Лев Корсунський — епізод - Микола Дьянов — епізод |

## Знімальна група
- Сценарій і постановка: Василь Шукшин
- Оператор-постановник: Валерій Гінзбург
- Композитор: Карен Хачатурян
- Художник-постановник: Ігор Бахметьєв
- Монтаж: Наталія Логінова
- Звукооператор: Олександр Матвієнко